# Ruthin
Ruthin (walesiska: Rhuthun) är en ort och community i Storbritannien.   Den ligger i riksdelen Wales, i den södra delen av landet, 280 km nordväst om huvudstaden London. Rutin är huvudort i kommunen Denbighshire och antalet invånare är 5 461.